# Mstislav Mstislàvitx
Mstislav Mstislàvitx, dit «l'Ardit» (rus: Мстисла́в Мстисла́вич Уда́тный; Удало́й,} fou un dels prínceps més populars del regne de la Rus de Kíev les dècades anteriors a la invasió mongola de Rússia. Fou l'avi matern del príncep Lev I de Galítsia
Fill de Mstislav Rostislàvitx ("El Valent"), de Smolensk i d'una princesa de Riazan, la seva actuació en les guerres contra els kiptxaks del 1193 i del 1203 van proporcionar-li una gran fama dins del regne de Kiev. Poc després de les guerres, es casà amb la filla del kan dels cumans, Kotian. En 1209 és esmentat com a governant de Torópets. Un any després va prendre el tron de Nóvgorod, en derrotar els homes del príncep Sviatoslav Vsèvolodovitx (el mateix Sviatoslav va ser detingut al palau de l'arquebisbe de Nóvgorod)
De camí cap a Nóvgorod, Mstislav va lliurar la important ciutat de Torjok del setge que duia a terme Vsèvolod III de Vladímir. Va liderar dues exitoses campanyes a Nóvgorod contra els txuds el 1212 i 1214. El 1215, va expulsar Vsèvolod IV de Kíev i va posar el seu oncle Mstislav Romànovitx al tron.
El 1216, liderà una coalició de prínceps russos contra el Principat de Vladímir-Súzdal, i els derrotà a la batalla de Lipitsa derrocant Yaroslav II de Vladímir, va col·locar el seu aliat Constantí de Rostov i va casar la seva pròpia filla amb Iaroslav II de Vladímir. Després de la victòria, es va retirar a Torjok i es dedicà a fortificar la ciutat. Els seus enemics van aconseguir arrabassar-li el títol de príncep de Nóvgorod, la qual cosa provocà que Mstilav hagués de fugir del nord de Rússia.
El 1219 va firmar un tractat de pau amb el seu rival, el príncep Daniel de Galítsia, el qual, a més, es va comprometre amb una de les filles de Mstilav, Ana. El 1223 es va unir a una coalició de prínceps russos i els polovtsos contra la invasió mongola. L'aliança va ser derrotada en la batalla del riu Kalka i Mstislav aconseguí fugir de la batalla i sobreviure.
Regnà com a príncep de Hàlitx fins al 1227, quan les intrigues polítiques dels boiars el van obligar a cedir el principat al seu gendre Andreu II d'Hongria. Finalment es retirà a la ciutat de Tórtxesk fins a la seva mort l'any 1228.